# Architecture constructiviste
L’architecture constructiviste est un mouvement architectural qui s'est développé en Union soviétique dans les années 1920 et 1930. Elle allie une technologie et une ingénierie avancées avec une optique communiste affirmée. Alors que ce mouvement se divisait en plusieurs factions rivales, il fit éclore de nombreux projets originaux et réussit à mener à bien des réalisations, avant de tomber en disgrâce autour de 1932. Sa production a cependant eu une influence considérable sur l'architecture par la suite.

## Définition du constructivisme

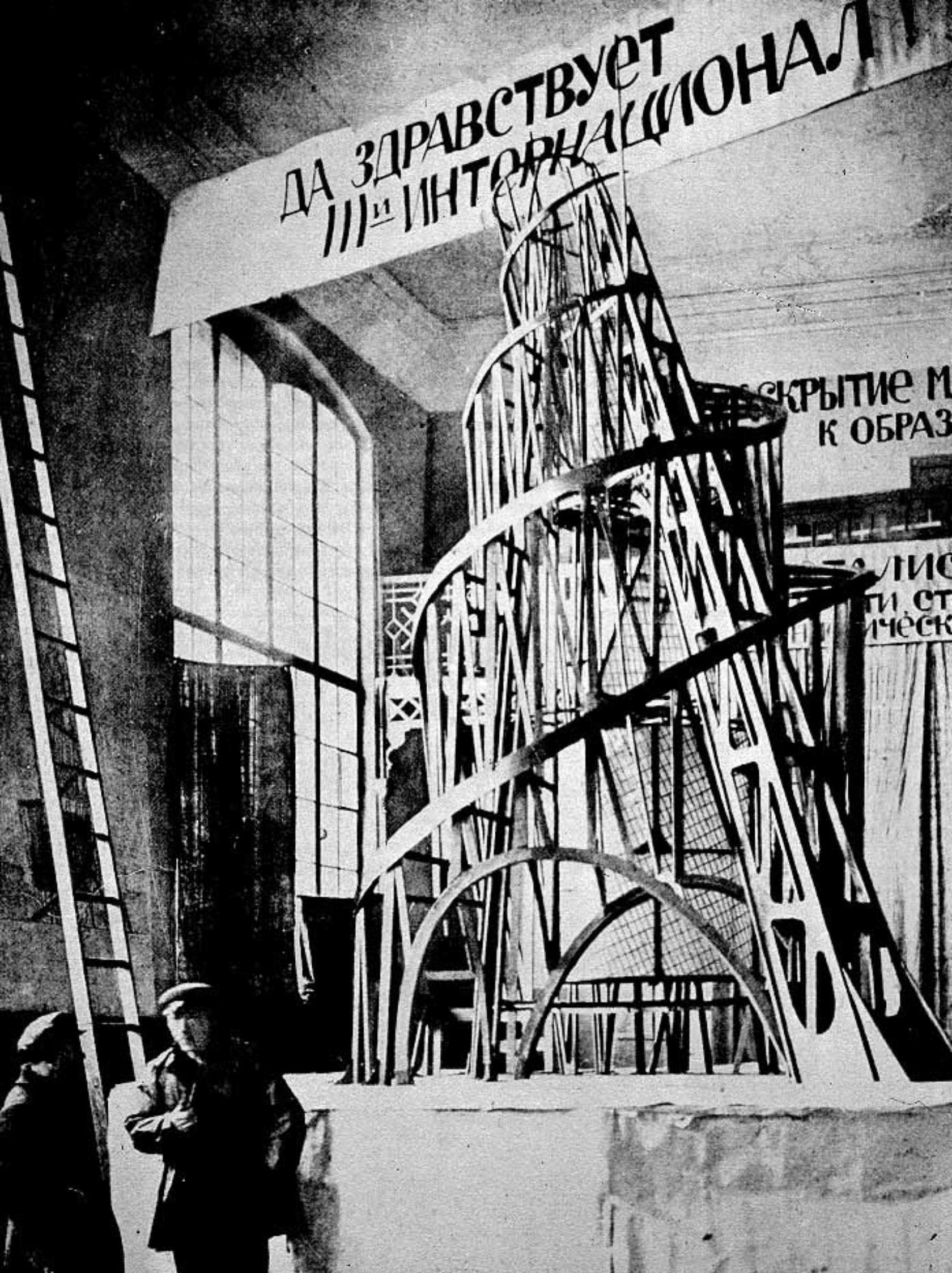
Maquette de la Tour Tatline en 1919.

L'architecture constructiviste sortit de la mouvance du Constructivisme, mouvement artistique concernant tous les arts, qui se développa à partir du futurisme russe. L'art constructiviste chercha à appliquer une vision cubiste tridimensionnelle à des « constructions » non-objectives entièrement abstraites avec des éléments cinétiques. Après la révolution russe de 1917, son attention s'est tournée vers de nouvelles exigences sociales et les tâches industrielles requéraient un nouveau régime. Deux courants différents apparurent ; le premier, résumé par le Manifeste réaliste d'Anton Pevsner et Naum Gabo, s'intéressait à l'espace et au rythme ; le second présentait un affrontement à l'intérieur du Narkompros (Commissariat du Peuple à l'éducation) entre ceux qui défendaient un « art pur » et les productivistes comme Alexandre Rodtchenko, Varvara Stepanova ou Vladimir Tatline, groupe plus orienté vers le social et qui voulait que cet art soit immergé dans la production industrielle.
Une césure se produit lorsque Pevsner et Gabo émigrèrent. Le mouvement se développa alors selon une optique utilitariste sociale. Le courant principal productiviste reçut le soutien du Proletkoult et de la revue LEF, et devint ensuite l'influence dominante de l'association architecturale O.S.A.

## Révolution en architecture

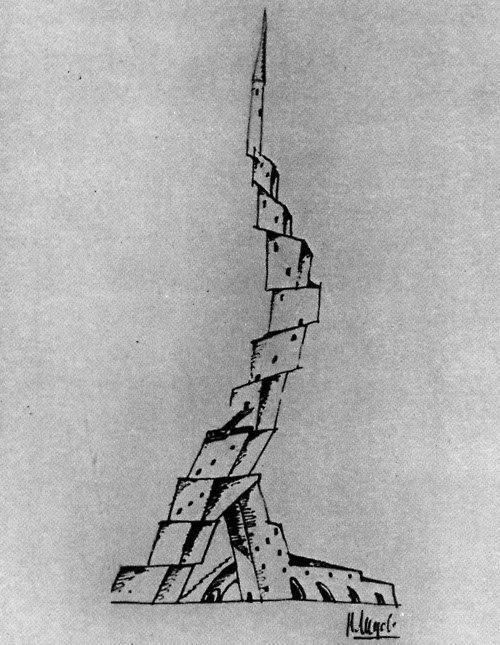
Maison collectives par Nikolaï Ladovski, 1920.

Le premier projet d'architecture constructiviste, et peut-être le plus célèbre, fut en 1919 la proposition pour le quartier général du Komintern de Saint-Pétersbourg par le futuriste Vladimir Tatline, souvent appelé Monument à la Troisième-Internationale ou tour Tatline. Bien que restée une architecture de papier, ses matériaux (verre et acier), son esprit futuriste et son penchant politique (les mouvements de ses volumes internes symbolisaient la révolution et la dialectique) donnèrent le ton des projets architecturaux des années 1920.
Un autre célèbre projet constructiviste précoce fut la tribune mobile pour Lénine de El Lissitzky (1920). Pendant la guerre civile russe, le groupe UNOVIS réuni autour de Kasimir Malevitch et El Lissitzky dessina des projets variés, réalisant le mariage contre nature du Suprématisme et ses abstractions non-objectives, avec des finalités plus utilitaristes, créant ainsi des villes idéales constructivistes — voir aussi la Prounen-Raum d'El Lissitzk ou la cité dynamique (1919) de Gustav Klucis. Avec ces travaux et ceux de Tatline, les constituants du Constructivisme peuvent apparaître comme une adaptation de différentes formes de constructions technologiques occidentales, comme les prouesses d'ingénierie de Gustave Eiffel ou les gratte-ciel de New York et Chicago, à une nouvelle société collectiviste.

### Bibliographie

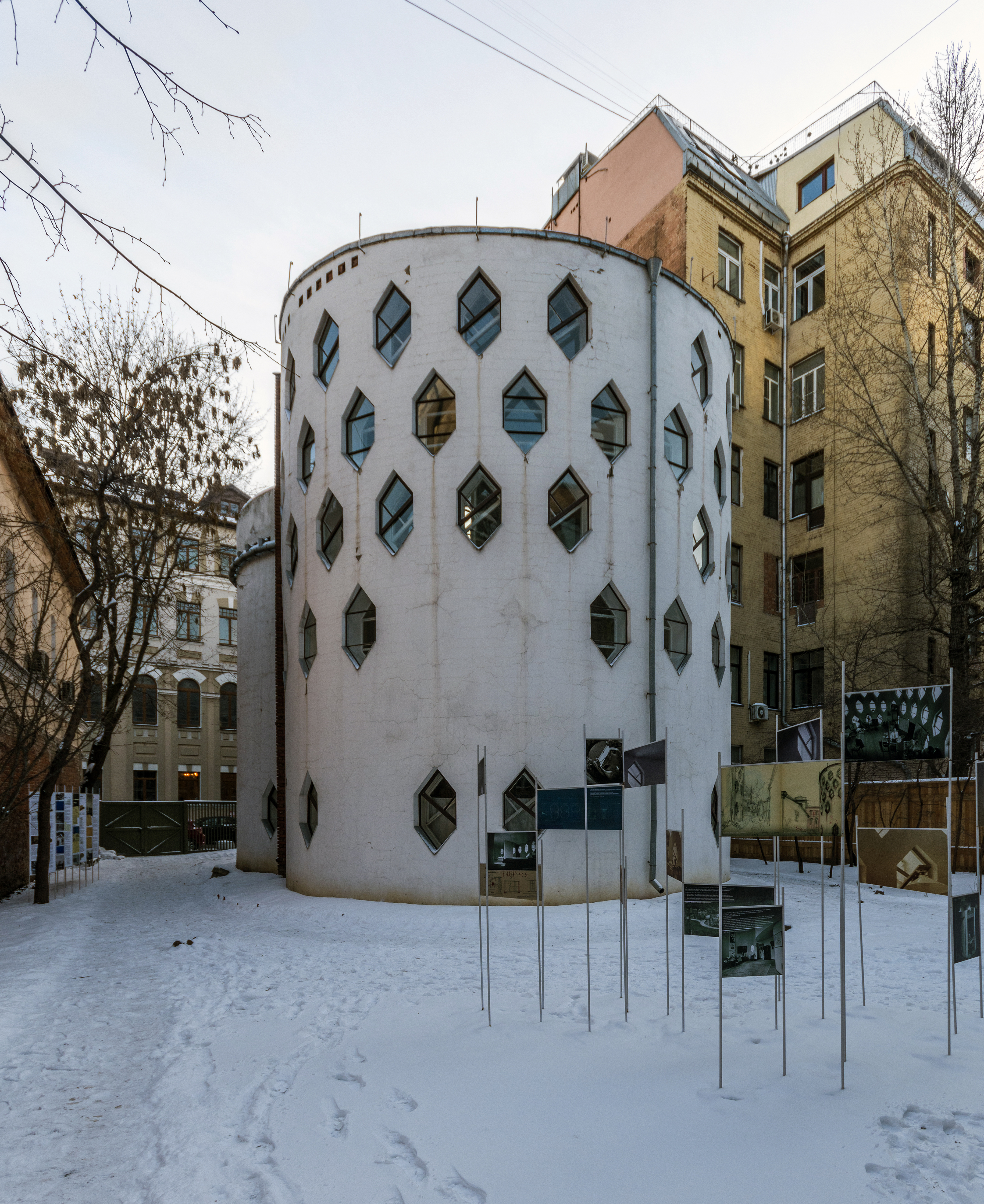
Maison Melnikov près de la rue Arbat à Moscou. Aujourd'hui menacée de démolition.

## ASNOVA et rationalisme

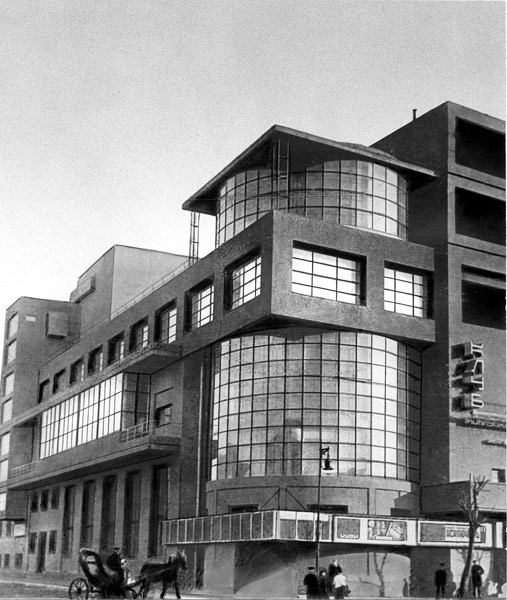
Le Club des travailleurs de Zouïev, 1927.

Immédiatement après la guerre civile russe, l'URSS n'avait plus les moyens pour aucune commande architecturale. Malgré cela l'école d'avant-garde soviétique Vkhoutemas établit un département architectural dès 1921, dirigée par Nikolaï Ladovski, nommé ASNOVA (association de nouveaux architectes). Les méthodes d'enseignement étaient à la fois fonctionnelles et imaginatives, reflétant un intérêt pour la Gestalttheorie, menant à oser des expérimentations sur les formes comme le restaurant suspendu tout en verre de Simbirchev. Parmi les architectes affiliés à ASNOVA se trouvèrent El Lissitzky, Constantin Melnikov, Vladimir Krinsky et le jeune Berthold Lubetkin.
Les projets de 1923 à 1935 d'El Lissitzky, les gratte-ciel à l'horizontale de Mart Stam et pavillons temporaires de Melnikov montrent l'originalité et les ambitions de cette association de nouveaux architectes. Melnikov a conçu le pavillon soviétique de l'exposition des Arts décoratifs de 1925, à Paris, qui popularisa ce nouveau style avec ses espaces dessinés par Rodtchenko et son aspect découpé et mécanique. Un autre aperçu d'un environnement constructiviste vivant est visible dans le film à succès de science-fiction Aelita avec ses décors intérieurs et extérieurs anguleux et géométriques réalisés par Alexandra Exter. Les grands magasins Mosselprom de 1924 furent aussi un monument des premiers temps du Constructivisme dédié au consumérisme de la NEP, comme les magasins Mostorg dessinés par les frères Vesnine trois ans plus tard. Des bureaux modernes pour la grande presse deviendront aussi emblématiques, comme le siège d'Izvestia construit entre 1926-27 et dessiné par Grigori Barkhin.

## OSA

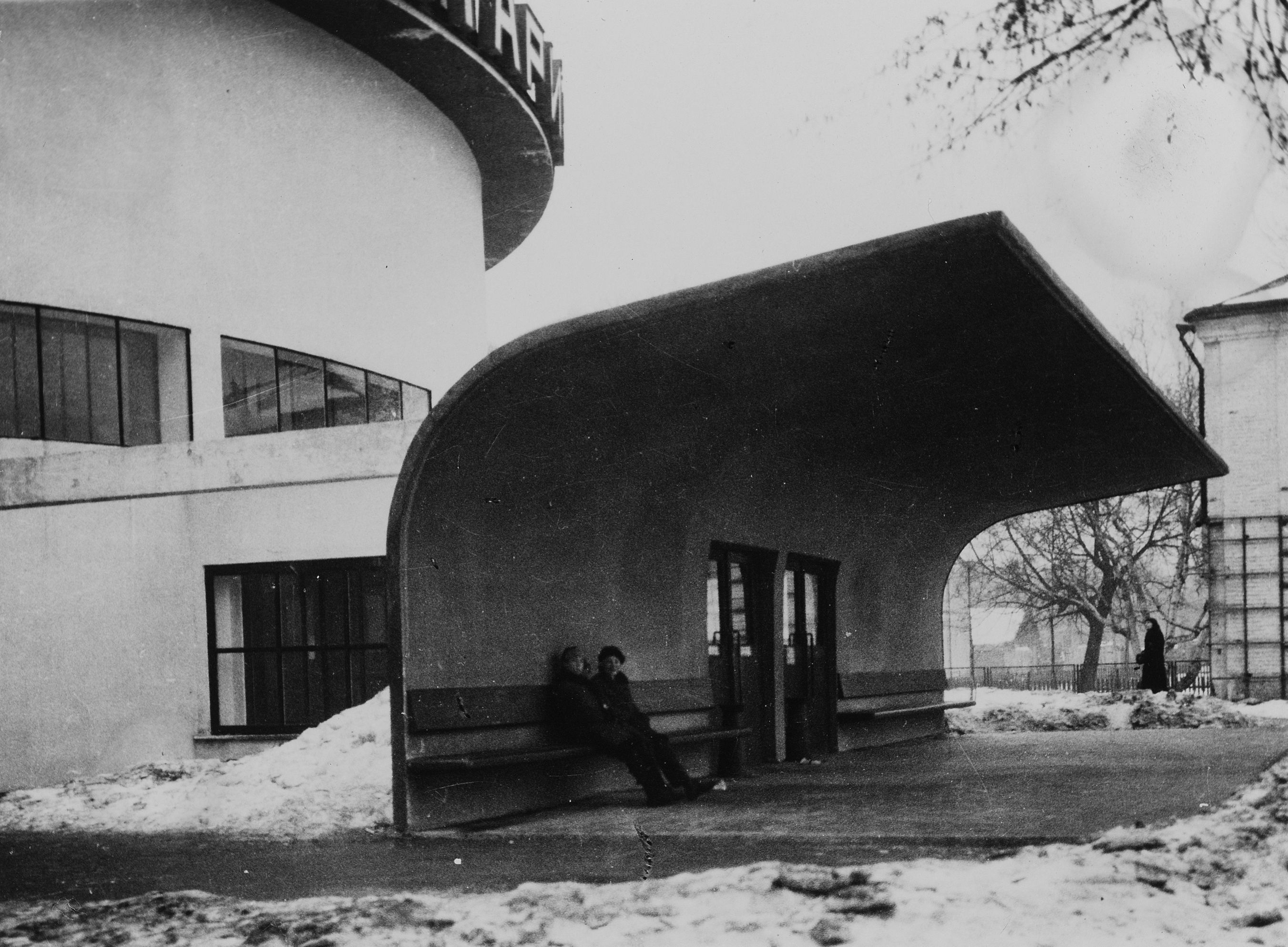
Planétarium de Barsch/Siniavski à Moscou, 1929

Un style constructiviste plus froid et plus technologique fut introduit en 1923-24 par le projet de bureaux en verre des frères Vesnine pour le Leningradskaya Pravda. En 1925 le groupe OSA, l'Organisation d'Architectes Contemporains, lié au Vkhoutemas, fut fondé par Alexandre Vesnine et Moïsseï Ginzbourg. Ce groupe avait beaucoup en commun avec le Fonctionnalisme de l'Allemagne de la république de Weimar, comme les projets d'habitat d'Ernst May. L'habitat, notamment l'habitat collectif désigné sous le nom dom kommuny pour remplacer les logements collectifs du XIXe siècle qui étaient la norme fut la principale préoccupation de ce groupe. Le terme condensateur social fut forgé pour décrire leur but, suivant en cela les idéaux de Lénine qui écrivait en 1919 que « la réelle émancipation des femmes et le vrai communisme commencent avec la lutte des masses contre ces tâches domestiques secondaires et la vraie réforme des masses dans une vaste tâche domestique socialiste. »
On compte parmi les projets d'habitat collectif construits la Maison collective de l'Institut textile d'Ivan Nikolaïev (rue Ordzhonikidze à Moscou, 1929–1931) et les appartements Gosstrakh et, plus connu, le bâtiment du Narkomfin de Ginzbourg à Moscou. C'est dans des villes comme Karkov, Moscou, Léningrad, mais aussi d'autres villes plus petites que furent construits ces immeubles d'habitation. Ginzbourg dessina aussi le bâtiment du gouvernement à Alma-Ata, tandis que les frères Vesnine dessinaient l'École des acteurs de cinéma à Moscou. Ginzbourg critiqua l'idée que construire dans une nouvelle société était du même ordre que dans une ancienne : « traiter les maisons des ouvriers de la même façon qu'on le ferait pour une maison bourgeoise… de toute manière les constructivistes approchent le même problème avec un maximum de considérations pour ces renversements et ces changements de notre vie quotidienne... notre but est de collaborer avec le prolétariat pour créer une nouvelle façon de vivre. » OSA publia le magazine SA (pour Architecture Contemporaine) de 1926 à 1930. Avec la réalisation d'un îlot d'immeubles d'appartements à Moscou, Ladovski, tête de proue du rationalisme, conçut sa propre interprétation de l'habitat de masse assez différente des autres productions. Un exemple particulièrement extravagant est le village des tchekistes à Sverdlovsk (maintenant Iekaterinbourg) dessiné par Antonov, Sokolov et Tumbasow, un complexe de maisons collectives en forme de faucille et de marteau pour membres de la police secrète, qui sert aujourd'hui d'hôtel.

## Quotidien et utopie

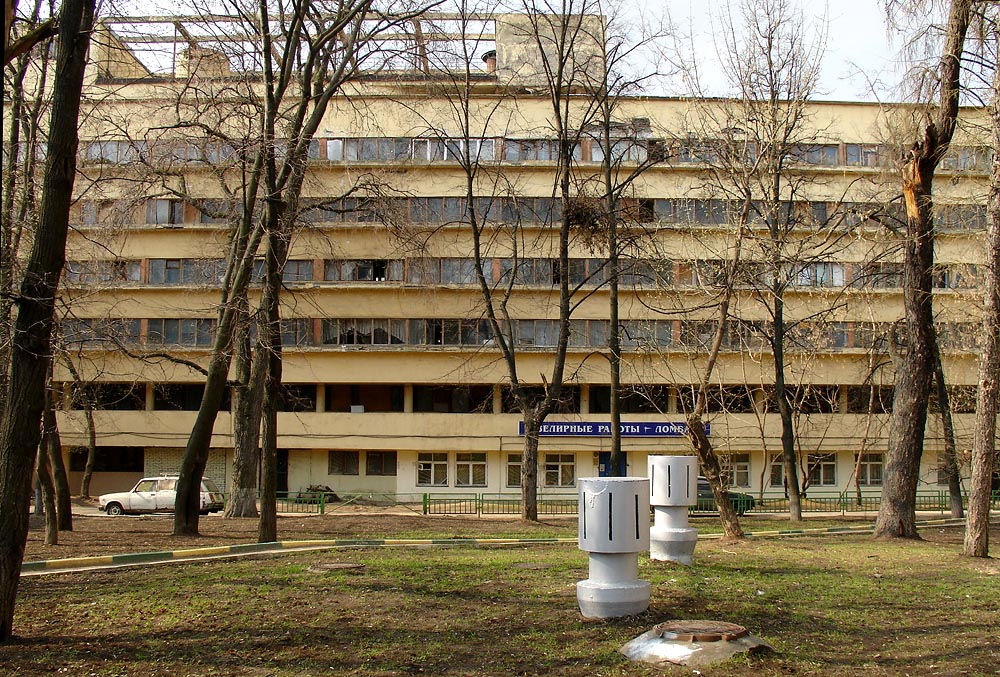
Bâtiment Narkomfin de Moïsseï Ginzbourg.

Les nouvelles formes inventées par les constructivistes commencèrent à symboliser le projet d'une nouvelle vie, même dans ses aspects les plus quotidiens, dans l'Union soviétique de l'ère NEP. Des bâtiments d'état furent construits, comme l'énorme complexe Gosprom à Kharkov (dessiné par Serfimov, Folger et Kravets en 1926–28) qui fut rapporté dans le livre de Reyner Banham Theory and Design in the First Machine Age comme étant, avec le bâtiment du Bauhaus de Dessau, l'œuvre moderniste la plus importante en taille des années 1920. Parmi d'autres réalisations remarquables on trouve la parabole en aluminium et la cage d'escalier en verre du planétarium de Moscou par Mikhail Barsch et Mikhail Siniavski en 1929.

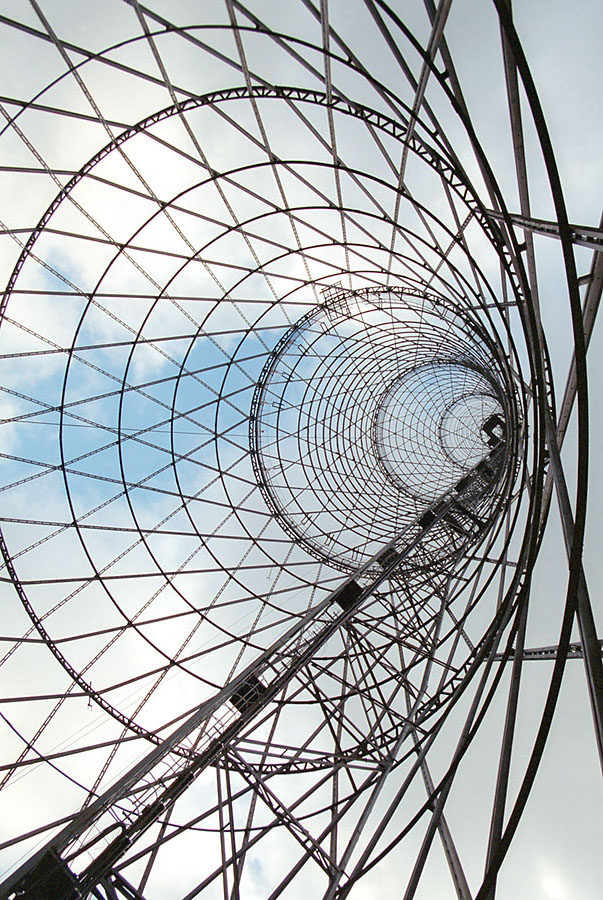
Tour Choukhov à Moscou (1922), aujourd'hui menacée de démolition.

La popularité de cette nouvelle esthétique mena les architectes traditionalistes à adopter le Constructivisme, telle la centrale électrique MoGES d'Ivan Joltovski en 1926 ou les bureaux Narkomzem d'Alexeï Chtchoussev, tous les deux à Moscou. De même, la tour Choukhov de l'ingénieur Vladimir Choukhov fut souvent considérée comme une œuvre d'avant-garde et fut gratifiée dans le journal de Walter Benjamin à Moscou de « structure sans équivalent à l'ouest. » Choukhov a aussi collaboré avec Constantin Melnikov sur le garage pour bus de Bakhmétevsky et le garage de la rue Novo-Ryazanskaïa. La plupart de ces bâtiments apparaissent dans le film de Sergueï Eisenstein la Ligne générale qui montre aussi une ferme collective en maquette conçue par Andrey Burov.
Un objectif central des constructivistes fut d'instiller un esprit d'avant-garde dans la vie de tous les jours. À partir de 1927 ils travaillèrent sur des projets de maisons pour travailleurs, équipements collectifs de loisir généralement implantés dans l'enceinte des usines. Les plus célèbres sont les clubs Kaoutchouk, Svoboda et Roussakov dessinés par Constantin Melnikov, le club Likatchev des frères Vesnine et le club Zouïev d'Ilya Golossov.

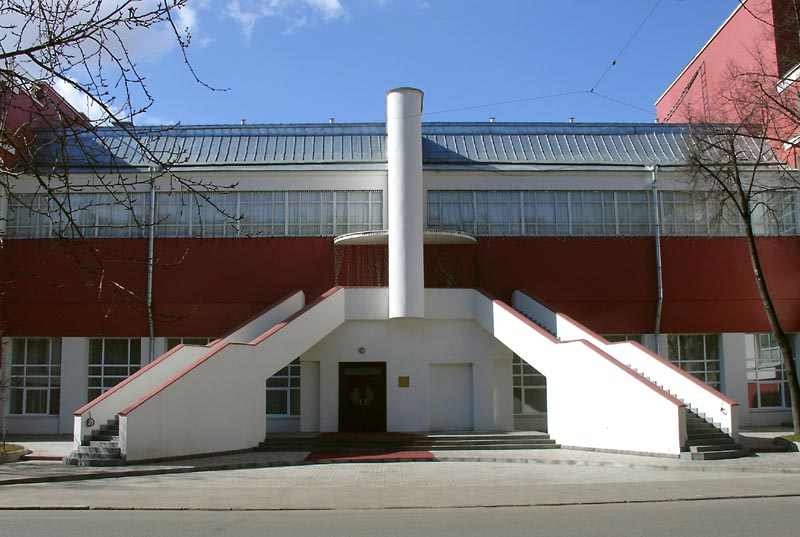
Club Svoboda de Constantin Melnikov à Moscou.

Parallèlement à cette incursion dans le quotidien, il y eut des projets plus baroques comme l'Institut Lénine d'Ivan Leonidov, une œuvre high-tech qui soutient la comparaison avec Richard Buckminster Fuller. Cet institut consistait en une bibliothèque, un planétarium et un dôme de gratte-ciel, tous reliés entre eux par un monorail ; ou le très sérieux projet de ville volante de Gueorgui Kroutikov qui, comme son nom l'indique, est une ville dont les bâtiments volent dans les airs. La maison Melnikov et le garage à bus de Bakhemtevsky sont des exemples intéressants des tensions entre l'individualisme et l'utilitarisme dans le Constructivisme.
Il y eut aussi les projets de gratte-ciel suprématistes appelés architektons de Kasimir Malevitch, Lazar Khikeidel et Nikolaï Souetine. L'élément fantastique trouve aussi son expression dans le travail de Iakov Tchernikhov qui publia plusieurs livres de compositions expérimentales — le plus connu étant Fantaisies d'architecture (1933) — lui valant le qualificatif de « Piranèse soviétique ».

## Constructivisme en Occident
Les contacts d'El Lissitzky en Allemagne et en Suisse, tout comme l'impact qu'eut le pavillon de Paris de Melnikov, amenèrent de nombreux architectes non soviétiques de la fin des années 1920 à faire évoluer leur travail vers une sorte de constructivisme. Les architectes de la Neue Sachlichtkeit ayant collaboré avec El Lissitsky, comme Mart Stam et le groupe ABC dirigé par Hannes Meyer, ont embrassé une sévère géométrie et une esthétique technologiquement avancée typiquement constructiviste, bien qu'ils fussent très éloignés de son contexte original. L'évolution du Bauhaus vers « l'Art et la technologie — une nouvelle unité » fut souvent considérée comme une forme de Constructivisme, même si dans le livre du critique et designer tchèque Karel Teige l'Habitat minimum (1932) celui-ci utilise indifféremment les termes Fonctionnalisme et Constructivisme. Mais peut-être le meilleur exemple de Constructivisme à l'ouest est l'usine Van Nelle à Rotterdam construite par Leendert van der Vlugt (et Mart Stam) de l'agence d'architecture Brinkman & Van der Vlugt.

## Fin du constructivisme

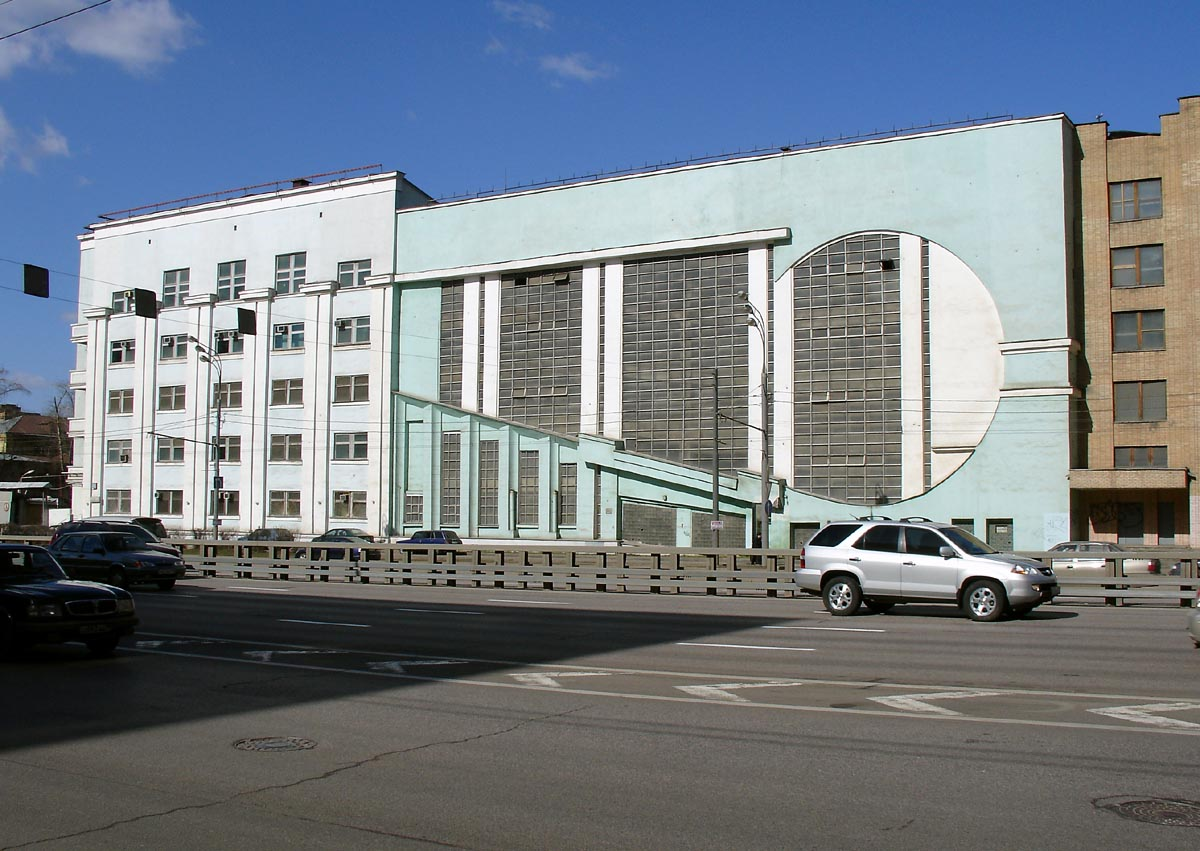
Garage Intourist dessiné par Constantin Melnikov, 1933.

Le concours organisé en 1932 pour le palais des Soviets, projet grandiose censé rivaliser avec l'Empire State Building, fit aussi bien concourir les architectes majeurs du Constructivisme que Walter Gropius, Erich Mendelsohn et Le Corbusier. Cependant cet événement coïncida avec une critique généralisée du Modernisme qui était toujours difficile à défendre dans un pays resté majoritairement agricole (et peu enclin à la modernité venue de la ville). C'était aussi la critique d'un style tourné vers la reproduction de formes technologiques alors que sa mise en œuvre utilisait des méthodes de construction tout à fait ordinaires. Le projet lauréat de Boris Iofan signa le début du style historiciste éclectique de l'architecture stalinienne, un style en réaction avec la Modernité jugée laide et sans âme, piochant et mélangeant dans les styles anciens, avec parfois des éléments technologiques contemporains. Les projets de logements comme le Narkomfin furent dessinés pour essayer de réformer la vie de tous les jours des années 1920, comme la collectivisation des équipements, l'égalité des sexes et l'éducation collective des enfants, tout ceci tombant en disgrâce lors du renouveau stalinien des valeurs familiales. Les styles de l'« Ancien Monde » furent remis à l'honneur avec en particulier le métro de Moscou popularisant l'idée de « palais pour le peuple. »

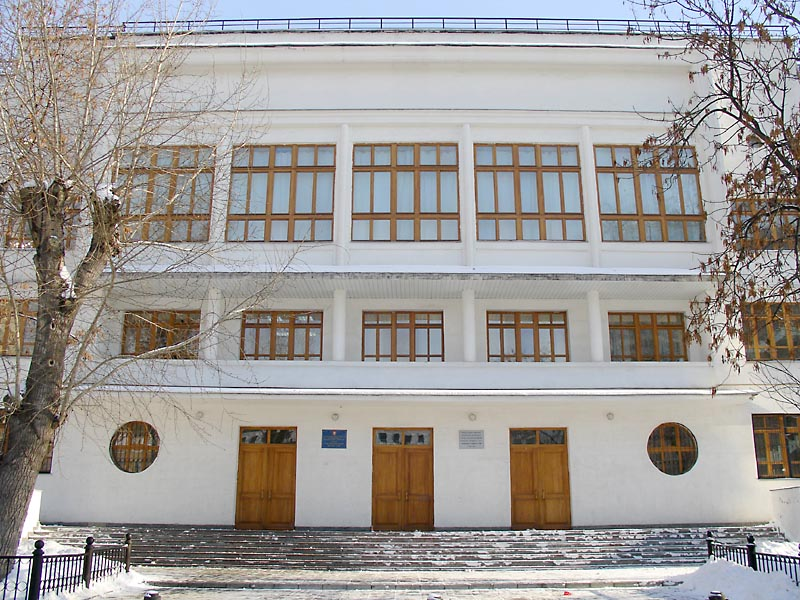
École 518 d'Ivan Zvezdin, 1935.

Jusqu'à la fin des années 1920, le Constructivisme fut l'architecture dominante du pays, et beaucoup de bâtiments de cette époque ont survécu. Les prémices du changement se produisit à travers un style plus classique tourné vers l'Art déco, initialement mâtiné d'éléments constructivistes comme la maison sur le quai d'Iofane en 1929–32. Pendant quelques années plusieurs bâtiments furent dessinés dans un style composite parfois appelé postconstructiviste.
Après une brève période de synthèse, la réaction néoclassique fut absolument dominante jusqu'en 1955. Les bâtiments rationalistes restèrent cependant courants dans l'architecture industrielle, mais disparurent des projets urbains. Les derniers bâtiments constructivistes furent démarrés en 1933–1935 comme le bâtiment de la Pravda de Panteleimon Golossov (achevé en 1935), l'Institut textile de Moscou (achevé en 1938) ou l'entrée du métro de Moscou. Des projets indubitablement modernistes furent proposés par les frères Vesnine et Ivan Leonidov lors du concours pour le Narkomtiajprom sur la place Rouge en 1934, un autre édifice stalinien non construit. Des traces de Constructivisme se décèlent encore dans quelques réalisations socialistes réalistes, comme dans le pavillon futuriste ultrastalinien de l'Exposition universelle de Paris en 1937 dont les espaces intérieurs suprématistes avaient été dessinés par Nikolaï Souetine.

## LesSotsgorodet l'urbanisme

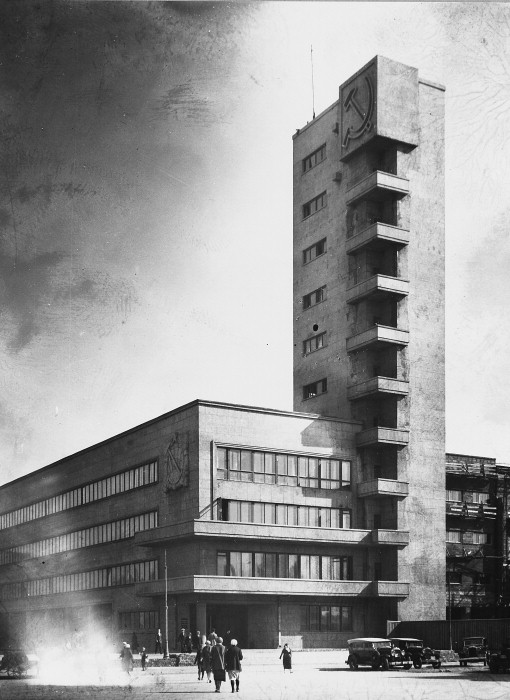
Hôtel de ville par Noï Trotsky à Léningrad en 1932–1934.

En dépit de l'ambition de nombreuses propositions constructivistes pour la reconstruction des villes, il y eut assez peu d'exemples d'urbanisation constructiviste cohérente. Cependant le quartier Narvskaya Zastava à Leningrad devint un centre constructiviste important. Au début, en 1925, de l'habitat municipal fut dessiné par des architectes comme A. Gegello ou Alexandre Nicolski de OSA, et des bâtiments publics furent aussi construits comme l'hôtel de ville du Kirov par Noï Trotsky (1932–34), une école expérimentale par G. A. Simonov et une série de laveries et de cuisines communales dessinées pour le quartier par des membres de l'ASNOVA. Beaucoup de Constructivistes espéraient voir leurs ambitions se réaliser pendant la « révolution culturelle » qui a accompagné le Premier Plan quinquennal. Arrivés à ce point les Constructivistes étaient divisés entre les urbanistes et les désurbanistes qui plaidaient en faveur des cités-jardins ou de villes linéaires. Le modèle de la ville linéaire fut promu par Nikolaï Miliutin, à la tête du Commissariat des finances, dans son livre Sotsgorod (1930). Ce modèle fut repris à un niveau encore plus poussé par le théoricien de l'OSA Mikhail Okhitovitch. Son désurbanisme proposait un système de bâtiments pour une personne ou une famille connectés à un réseau de transports linéaires répandu sur un immense territoire et traversant les limites entre les zones urbaines et agricoles, ce en quoi il ressemblait à un Broadacre City (de Frank Lloyd Wright) socialiste. Les projets urbanistes et désurbanistes proposés pour des villes nouvelles comme Magnitogorsk furent souvent rejetés au profit de ceux plus pragmatiques des architectes allemands fuyant le nazisme, comme les membres de la « brigade de May » (Ernst May, Mart Stam, Margarete Schütte-Lihotzky) et de la « brigade du Bauhaus » menée par Hannes Meyer et Bruno Taut.
L'urbanisme de Le Corbusier trouva aussi son bref moment de gloire avec sa réponse à Moscou qui donnera ensuite les plans de la cité radieuse et le projet du bâtiment gouvernemental Tsentrosoyuz en collaboration avec Nikolaï Kolli. Les appartements en duplex et les services collectifs du groupe OSA eurent une grande influence sur son travail.
Erich Mendelsohn, autre moderniste célèbre, dessina l'usine de drapeaux rouges à Leningrad et popularisa le Constructivisme avec son livre Russland, Europa, Amerika. Un projet du plan quinquennal avec des apports constructivistes majeurs fut le DniproHES, dessiné entre autres par Viktor Vesnine. El Lissitky popularisa aussi le Constructivisme hors des frontières avec son livre La reconstruction de l'architecture en Russie (1930).

## Influence du constructivisme aujourd'hui
En partie à cause de ses attaches politiques — et de son remplacement par l'architecture stalinienne — les formes mécaniques et dynamiques du Constructivisme ne figurèrent pas au sein du Style international, calme et platonicien, défini par Philip Johnson et Henry-Russell Hitchcock. Leur livre ne comprend qu'un seul bâtiment de l'URSS, un laboratoire électrique fait par une équipe gouvernementale dirigée par Nikolaev. Pendant les années 1960, le Constructivisme fut en partie réhabilité ; on peut considérer que des bâtiments plutôt expérimentaux comme le théâtre Globus de Novossibirsk ou les immeubles d'habitation Khrouchtchyovka dénués de toute ornementation sont en un sens une continuation du Constructivisme. En dehors de l'URSS le Constructivisme fut souvent vu comme un Modernisme alternatif et plus radical, et son influence se voit dans des productions aussi diverses que celle du Team X, Archigram, Kenzo Tange et beaucoup d'œuvres brutalistes. Son imbrication de l'avant-garde avec le quotidien a des parallèles avec le Situationnisme, particulièrement le projet New Babylon de Constant Nieuwenhuys.
L'architecture high-tech doit aussi son dû au Constructivisme, surtout, bien évidemment le Lloyd’s Building de Richard Rogers. Les premiers projets de Zaha Hadid sont des adaptations des Architektons de Malévitch, et l'influence de Tchernikov apparaît clairement sur ses illustrations. Le déconstructivisme évoque le dynamisme du Constructivisme, mais sans l'aspect social, comme dans le travail de Coop Himmelb(l)au. À la fin des années 1970, Rem Koolhaas publie une parabole sur la trajectoire du Constructivisme appelée The Story of the Pool, dans lequel les constructivistes s'échappent d'URSS grâce à une piscine Moderniste se déplaçant toute seule, pour mourir peu après leur arrivée aux États-Unis, tués par la critique leur reprochant pratiquement la même chose que leurs homologues staliniens.
Aujourd'hui la plupart des bâtiments constructivistes d'origine sont dans un état critique et sont en danger de démolition.

## Galerie

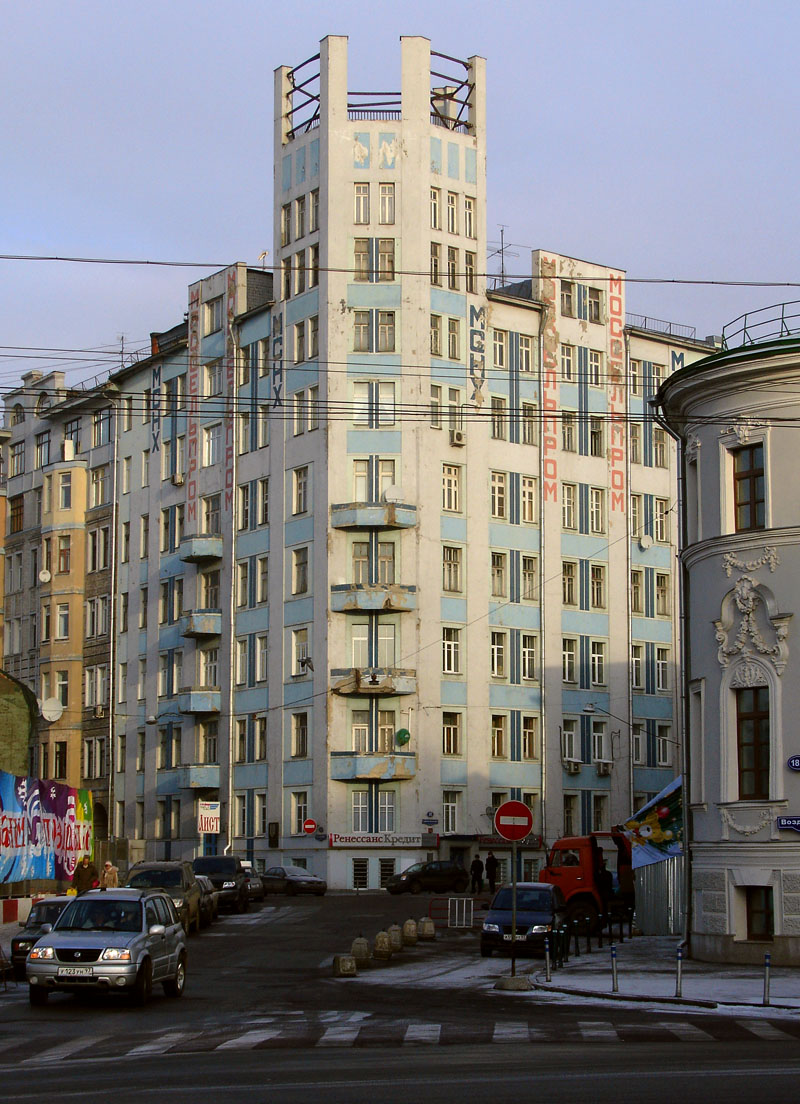
Bâtiment du Mosselprom (David Kogan, 1923–1924).
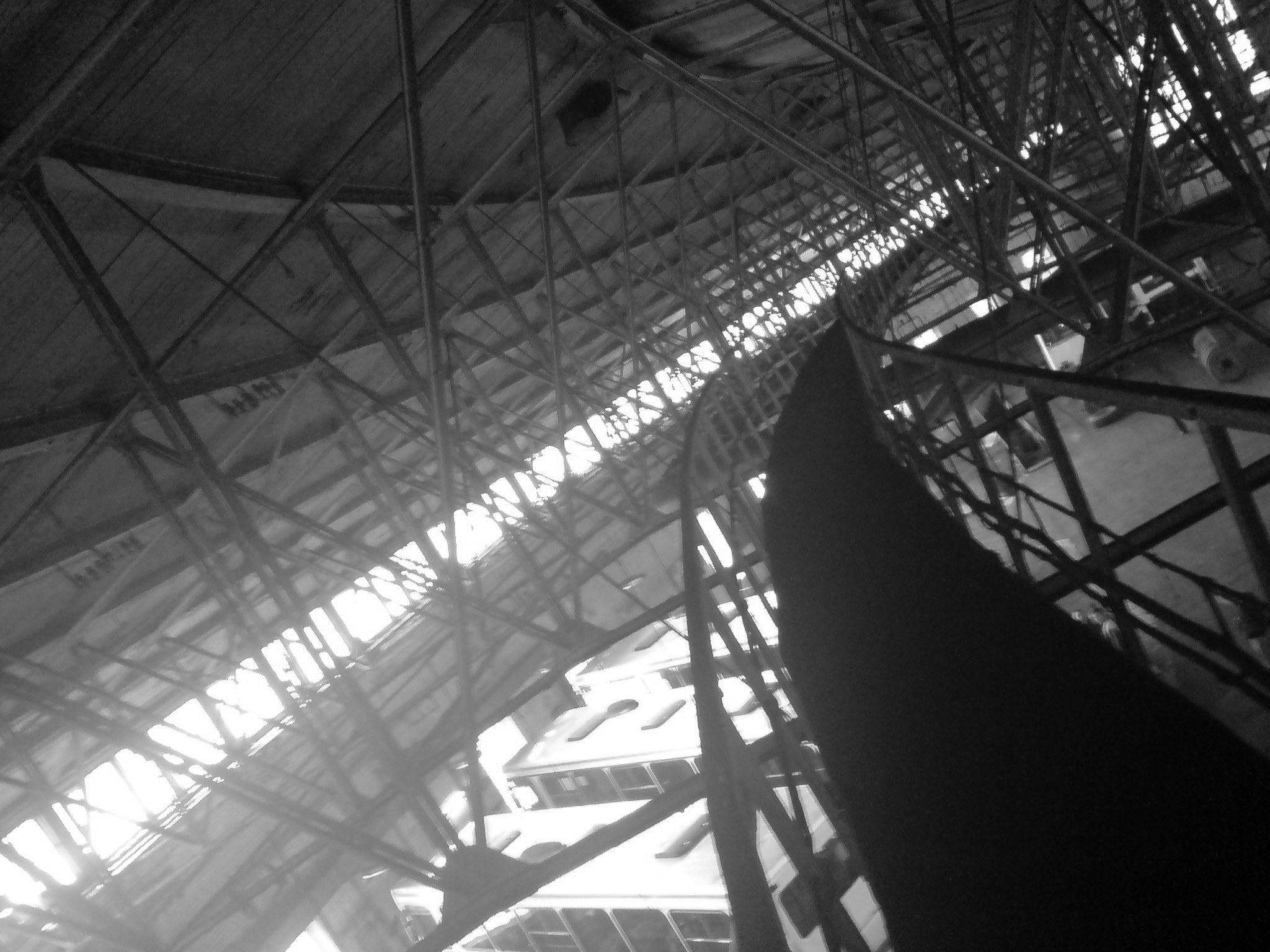
Garage de la rue Novo-Ryazanskaya (Constantin Melnikov, 1926).
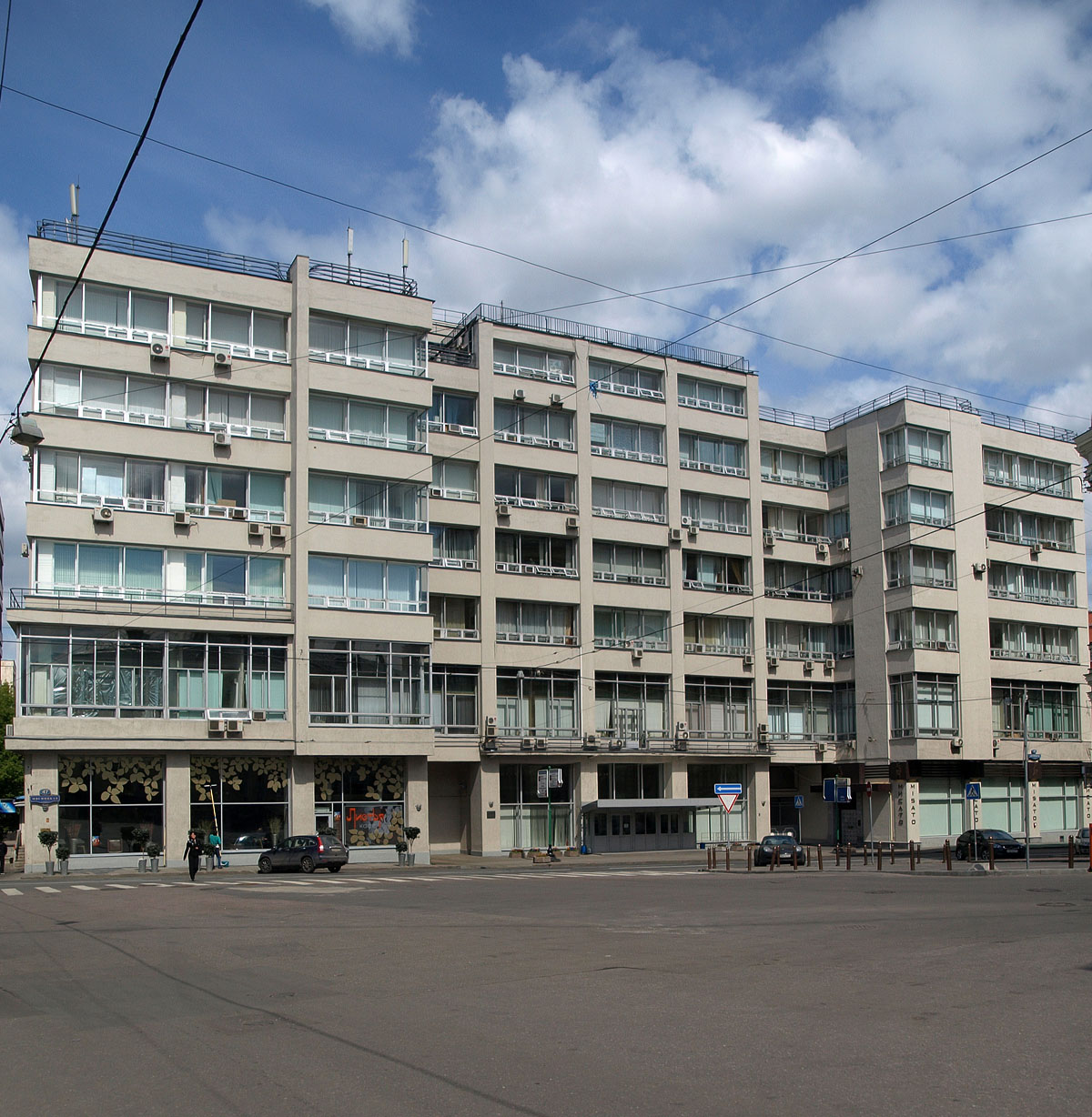
Gostorg Building, Moscou (Velikovsky with Barsch et al, 1926).
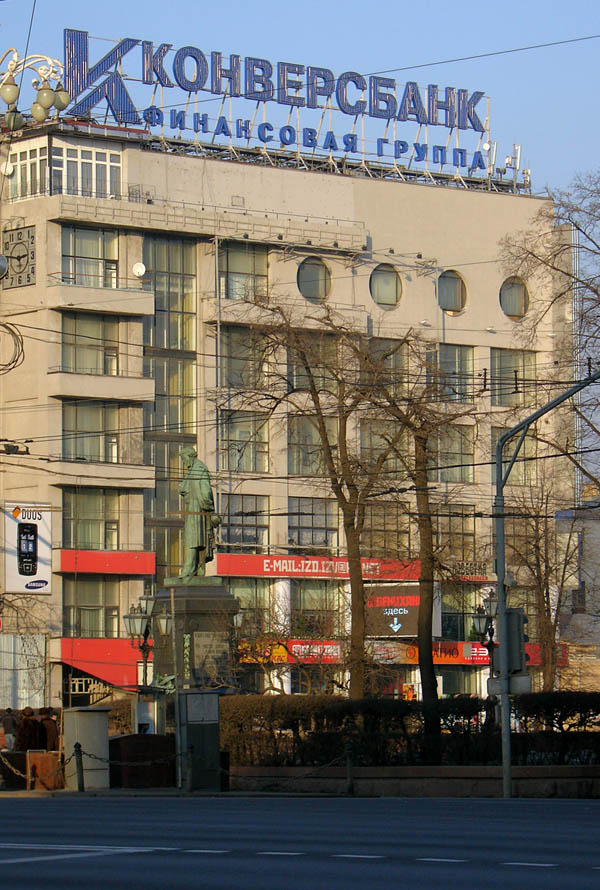
Bâtiment Izvestia, Moscou (Grigori & Mikhail Barkhin, 1926).
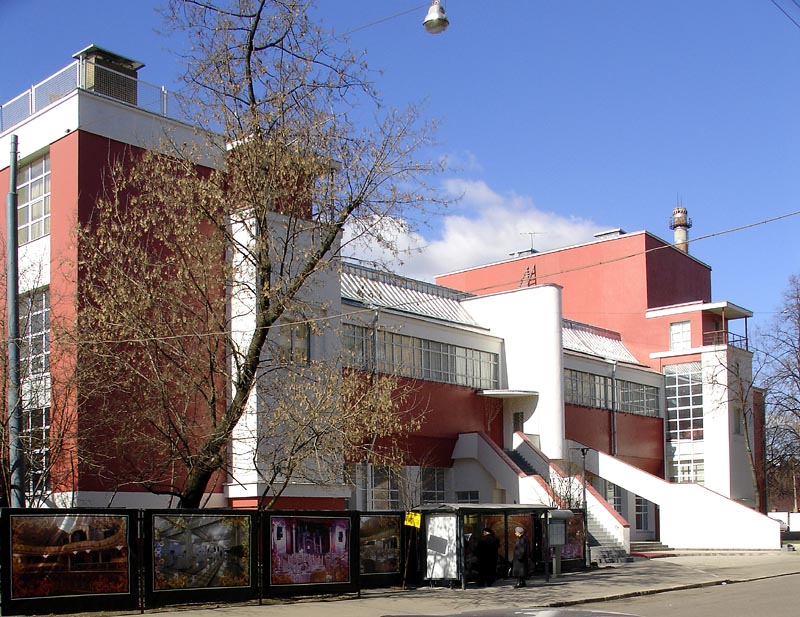
Club Svoboda (Constantin Melnikov, 1927).
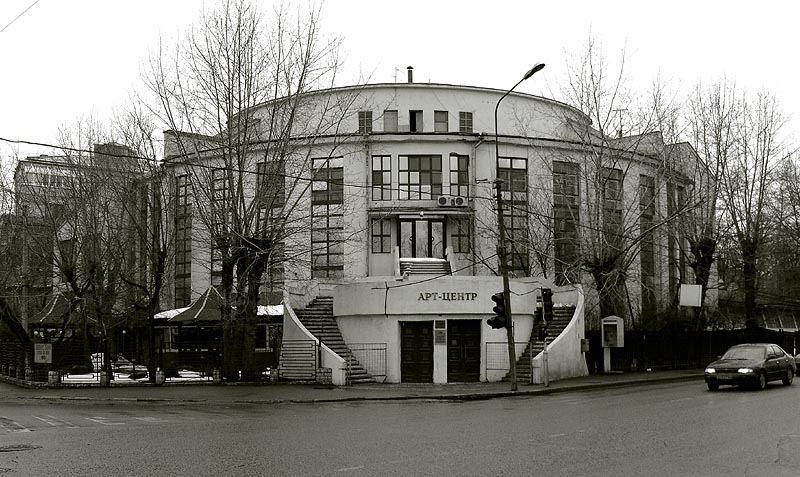
Club Kauchuk (Constantin Melnikov, 1927).
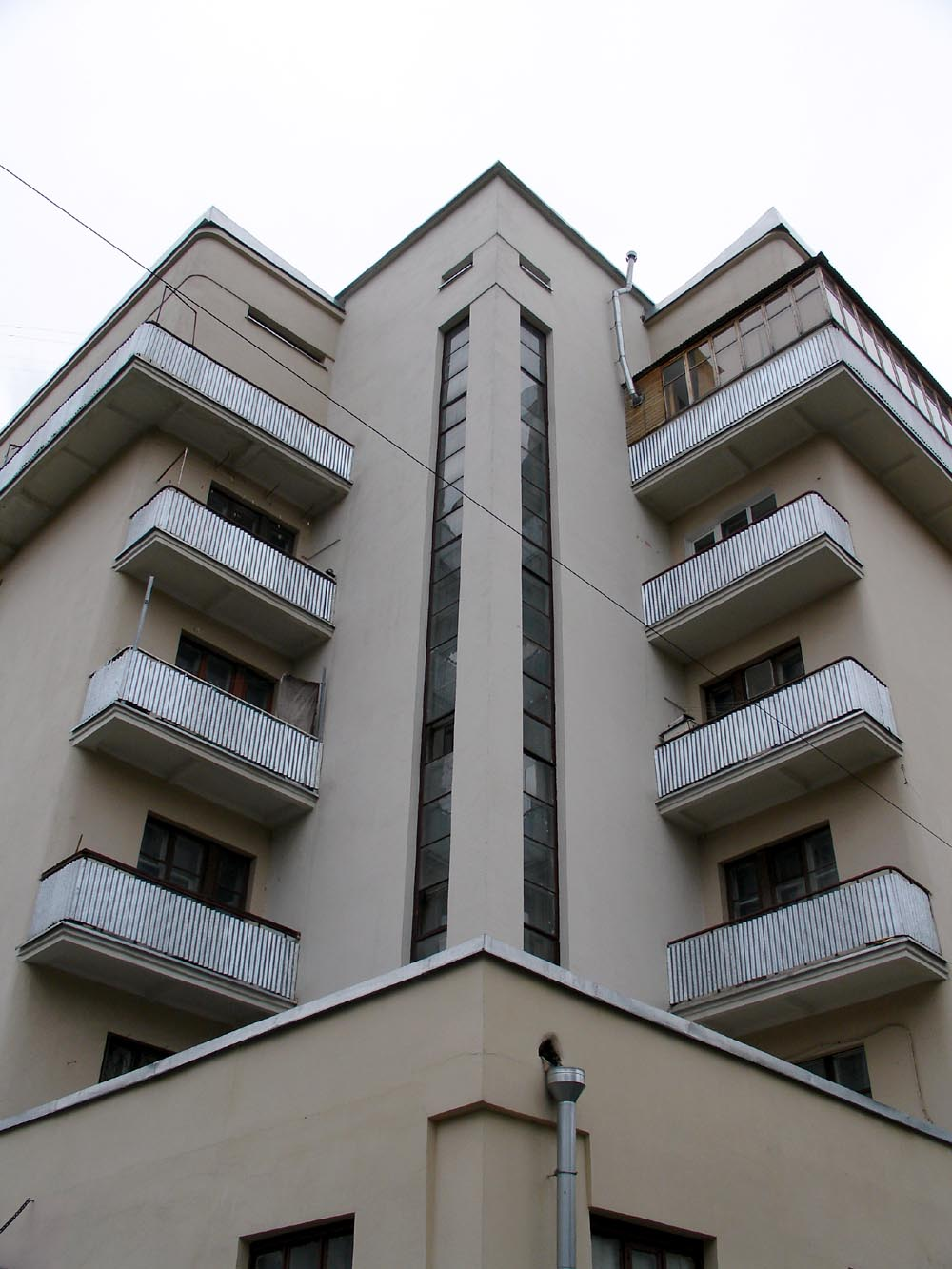
Appartements, Zamoskvorechye, Moscou (fin des années 1920).
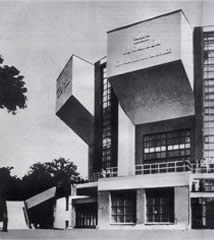
Club Roussakov (Constantin Melnikov, 1927).
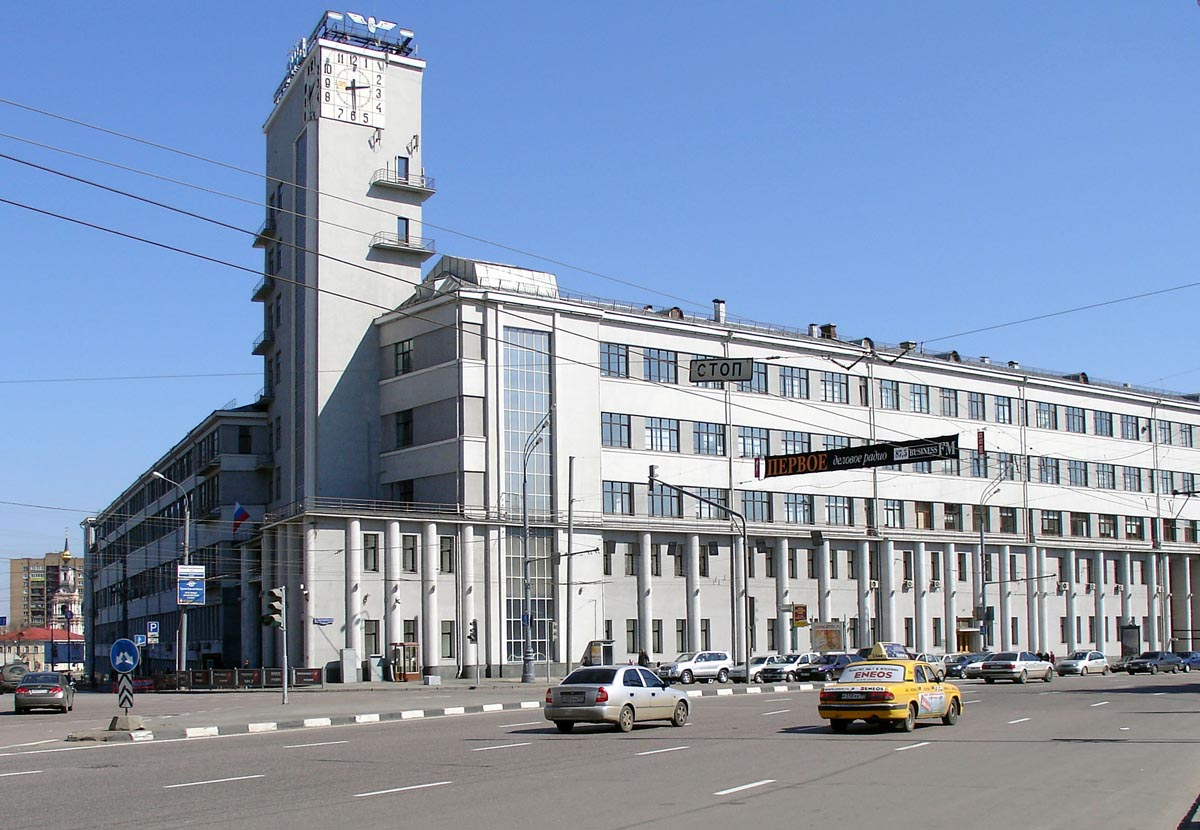
Bureaux des tanks (Ivan Fomine, 1929).
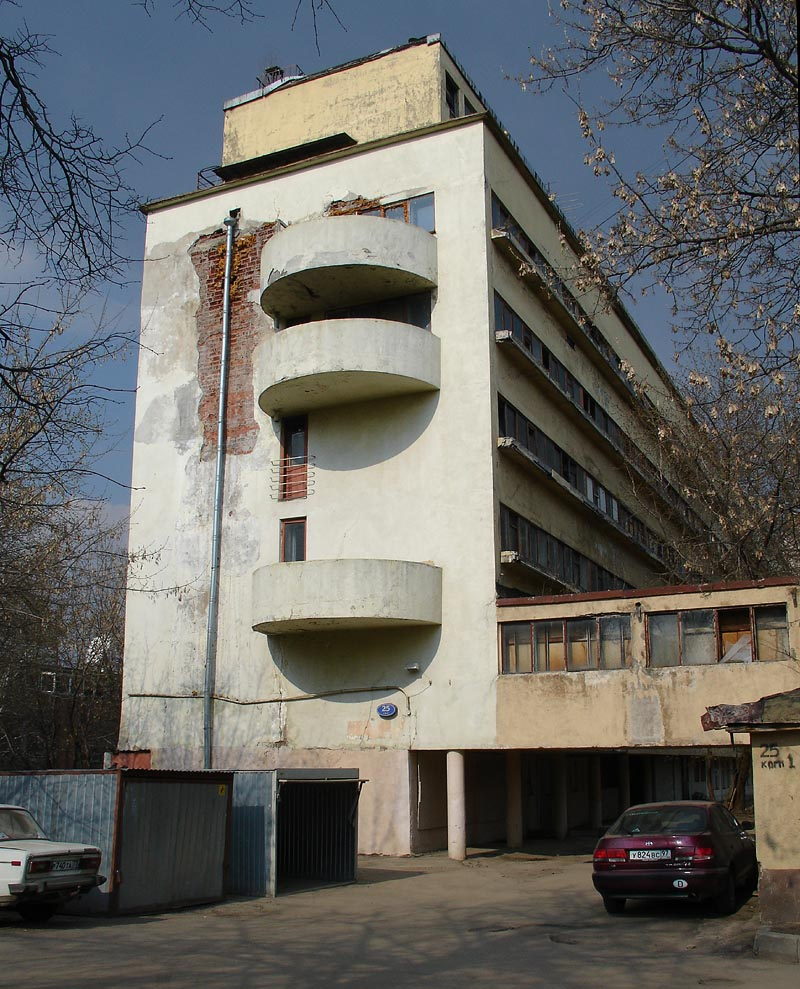
Bâtiment Narkomfin (Moisei Ginzbourg, 1930).
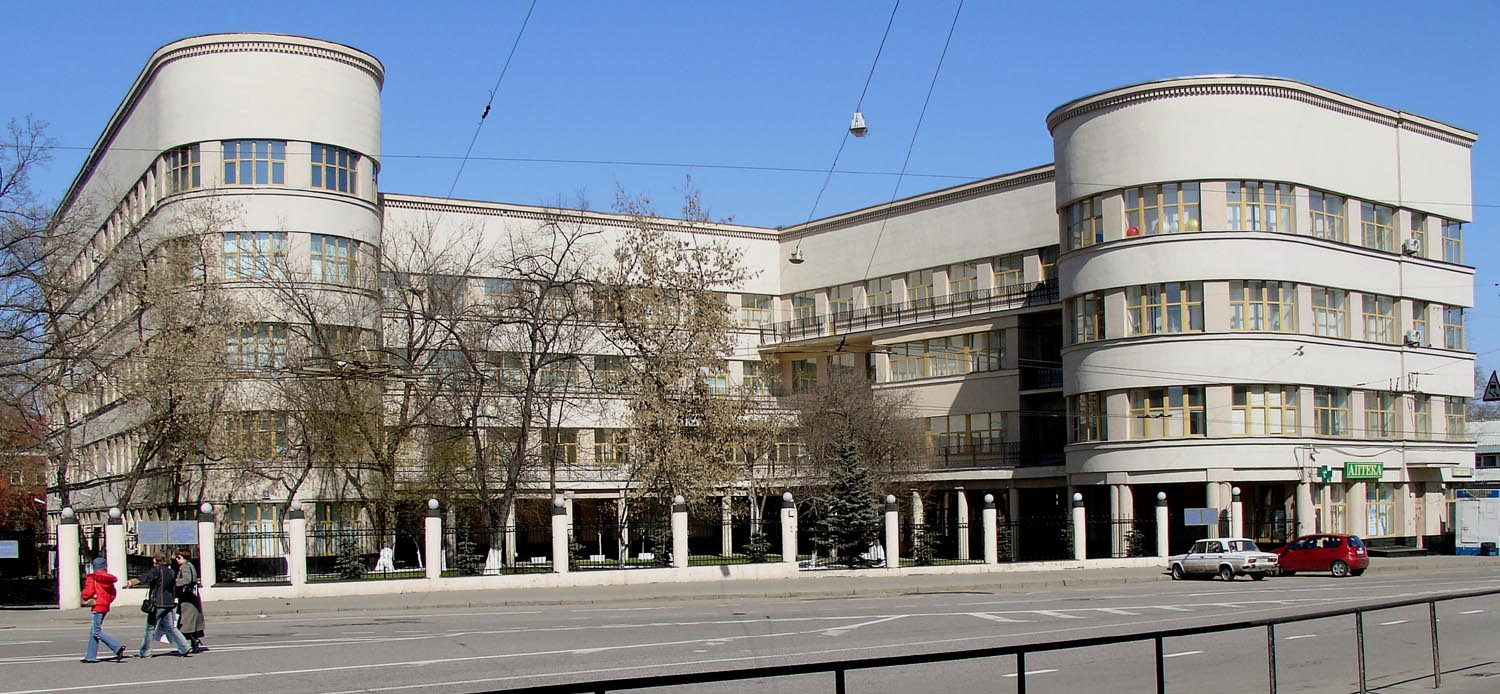
Bâtiment MPS, Moscou (Ivan Fomine, années 1930).
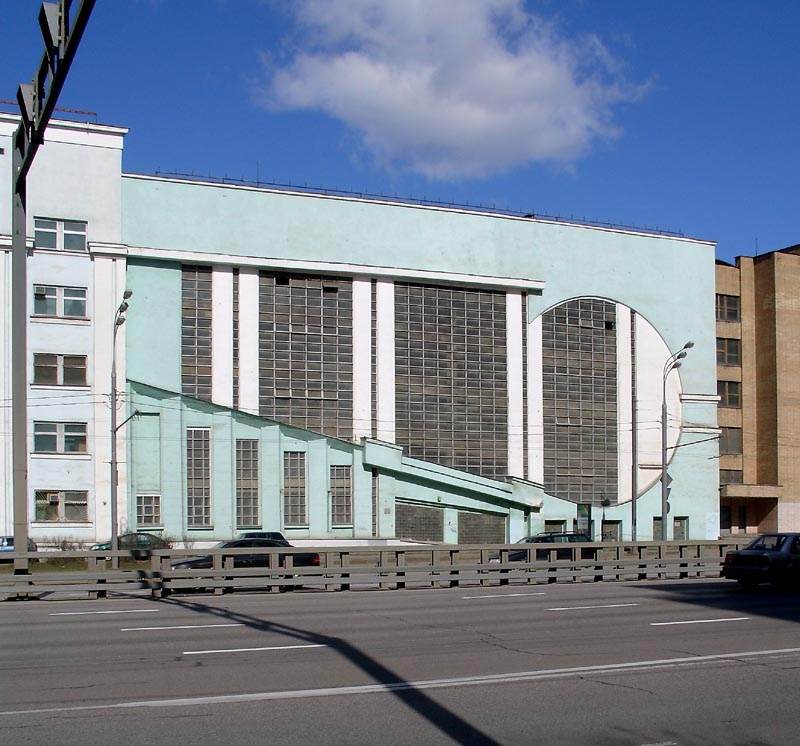
Garage Intourist (Constantin Melnikov, 1934).
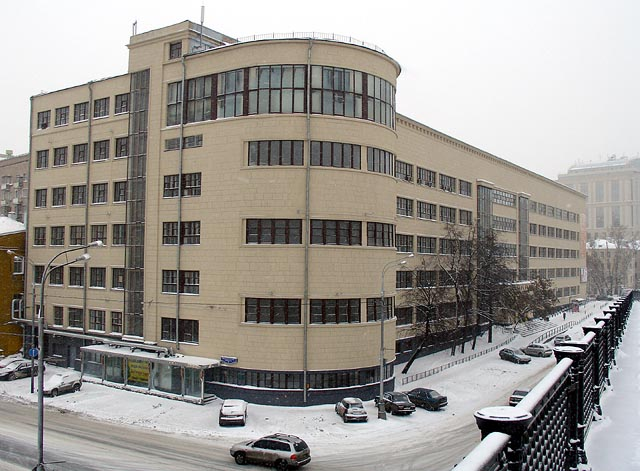
Institut textile, Moscou (1930–1938).
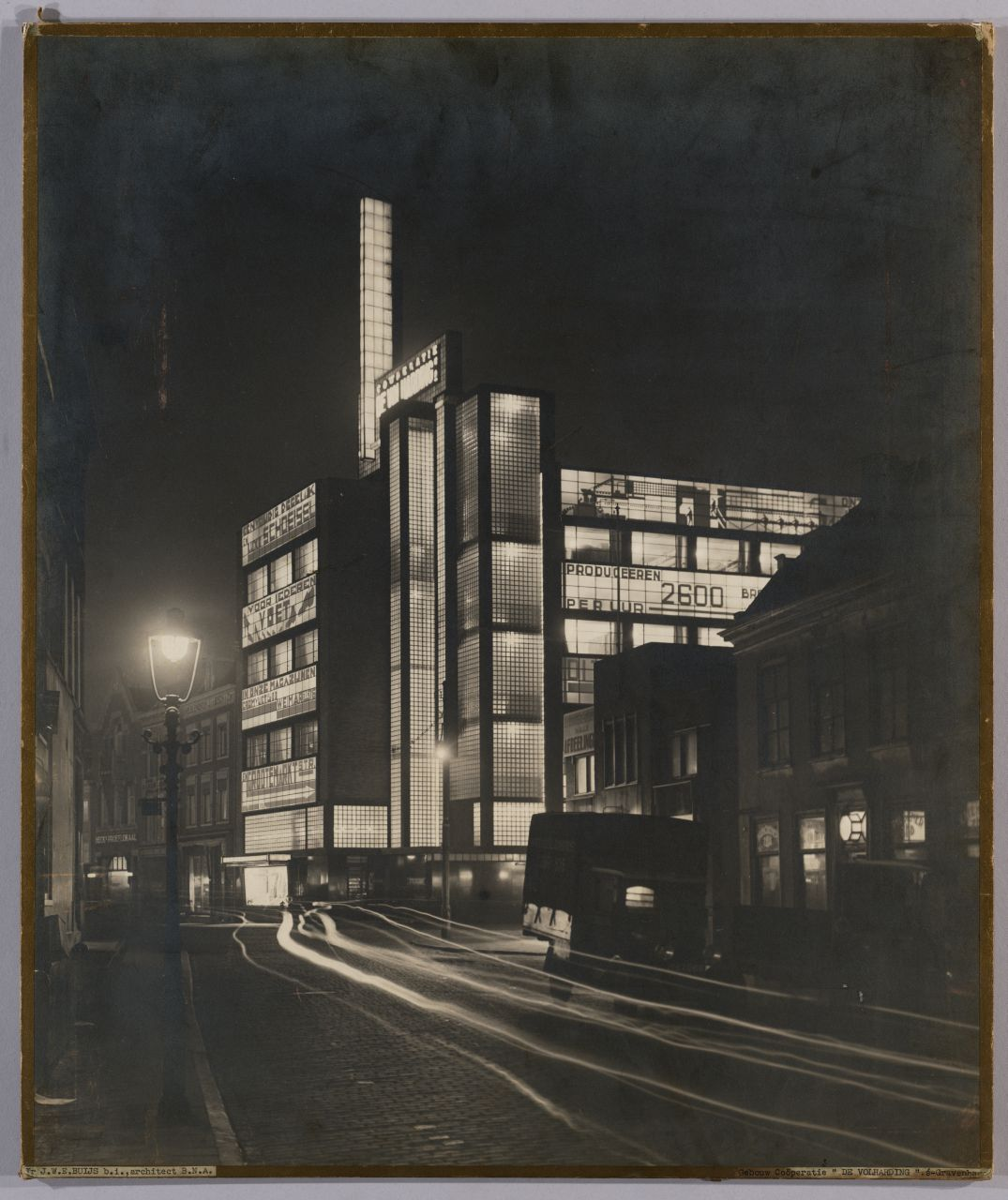
Bâtiment De Volharding (Jan Buijs, 1927-1928).

## Bâtiments constructivistes et autres projets modernistes de l'ancienne URSS
- DniproHES de Viktor Vesnine et Nikolaï Kolli
- Palais des Soviets (concours)
- Club Roussakov de Constantin Melnikov
- Tour Choukhov de Vladimir Choukhov
- Monument à la Troisième-Internationale, projet de Vladimir Tatline.